# Ionomidotis
Ionomidotis is een geslacht van korstmossen dat behoort tot de familie Cordieritidaceae van de ascomyceten. De typesoort is Ionomidotis irregularis.

## Soorten
Volgens Index Fungorum telt het geslacht vier soorten (peildatum februari 2022):
| Soortnaam                                       | Auteur(s)                                  | Publicatiejaar |
| ----------------------------------------------- | ------------------------------------------ | -------------- |
| Ionomidotis fulvotingens (Geplooide schijfzwam) | (Berk. & M.A. Curtis) E.K. Cash            | 1939           |
| Ionomidotis mesophila                           | Sánchez-Flores, Martínez-Pineda & Raymundo | 2021           |
| Ionomidotis portoricensis                       | Seaver                                     | 1925           |
| Ionomidotis sprucei                             | (Berk.) E.J. Durand                        | 1923           |